# Chlorocypha bambtoni
Chlorocypha bambtoni é uma espécie de libelinha da família Chlorocyphidae. É endémica de Angola.
Os seus habitats naturais são regiões subtropicais ou tropicais húmidas de alta altitude e rios.